# Masaki Ukyō
Masaki Ukyō (右京　雅生) est un programmeur et concepteur de jeux vidéo japonais. Il a essentiellement travaillé pour Treasure Co. Ltd.

## Ludographie
Directeur
- Guardian Heroes (1996)
- Silhouette Mirage (1998)

Game designer
- Code of Princess (2012)[1]
- Bangai-O Spirits (2008)
- Silpheed: The Lost Planet (2000)
- Mad Stalker: Full Metal Forth (1994)

Programmeur
- Phantom Breaker (2011)
- Sin and Punishment: Successor of the Skies (2009)
- Advance Guardian Heroes (2006)
- Rakugaki Showtime (1999)
- Silhouette Mirage (1998)
- Mad Stalker: Full Metal Forth (1994)
- Yū Yū Hakusho Makyō Tōitsusen (1994)